# SN 2000bj
SN 2000bj – supernowa odkryta 5 kwietnia 2000 roku w galaktyce A105127-0508. W momencie odkrycia miała maksymalną jasność 24,30m.